# Liste der Biografien/Pree
Liste der Biografien |
Portal Biografien |
Personensuche
# |
A |
B |
C |
D |
E |
F |
G |
H |
I |
J |
K |
L |
M |
N |
O |
P |
Q |
R |
S |
T |
U |
V |
W |
X |
Y |
Z |
?
 
Pa |
Pc |
Pe |
Pf |
Ph |
Pi |
Pj |
Pk |
Pl |
Pm |
Pn |
Po |
Pr |
Ps |
Pt |
Pu |
Pv |
Pw |
Py
 
Pra |
Prc |
Pre |
Pri |
Prj |
Prk |
Prl |
Pro |
Prp |
Prs |
Prt |
Pru |
Prv |
Pry |
Prz
 
Prea |
Preb |
Prec |
Pred |
Pree |
Pref |
Preg |
Preh |
Prei |
Prej |
Prek |
Prel |
Prem |
Pren |
Preo |
Prep |
Prer |
Pres |
Pret |
Preu |
Prev |
Prew |
Prex |
Prey |
Prez
Die Liste der Biografien führt alle Personen auf, die in der deutschsprachigen Wikipedia einen Artikel haben. Dieses ist eine Teilliste mit 33 Einträgen von Personen, deren Namen mit den Buchstaben „Pree“ beginnt.

## Pree
- Pree, Helmuth (* 1950), österreichischer Kirchenrechtler
- Pree, Wolfgang (* 1964), österreichischer Informatiker und Professor an der Universität Salzburg

### Preec
- Preece, David (1963–2007), englischer Fußballspieler
- Preece, Helen (1895–1990), britische Reiterin
- Preece, Ian (* 1982), walisischer Snookerspieler
- Preece, Ryan (* 1990), US-amerikanischer Automobilrennfahrer
- Preece, William Henry (1834–1913), walisischer Elektroingenieur und Erfinder
- Preecha Chaokla (* 1983), thailändischer Fußballspieler

### Preeg
- Preeg, Steve (* 1970), US-amerikanischer Spezialeffektkünstler

### Preem
- Preemann, Marcus (* 1967), deutscher Basketballspieler

### Preen
- Preen, Adolph Friedrich von (1623–1669), deutscher lutherischer Theologe, Superintendent
- Preen, August Claus von (1778–1821), badischer Kammerherr
- Preen, Carl (1824–1889), deutscher Hütteningenieur, Unternehmer und Sozialreformer
- Preen, Friedrich Christian Theodor von (1787–1856), herzoglich nassauischer Kammerherr, Flügeladjutant und Generalleutnant
- Preen, Friedrich von (1823–1894), badischer Beamter
- Preen, Hayley (* 1998), südafrikanische Radrennfahrerin
- Preen, Hugo von (1854–1941), österreichischer Maler und Heimatforscher
- Preen, Joachim (1940–1984), deutscher Film- und Theaterregisseur
- Preen, Otto von (1579–1634), deutscher Jurist und Hofbeamter
- Preen, Rudolf von (1755–1841), Richter, Politiker
- Preen, Zacharias (* 1965), deutscher Schauspieler

### Preet
- Preetorius, Emil (1827–1905), deutsch-amerikanischer Journalist und Publizist
- Preetorius, Emil (1883–1973), deutscher Illustrator und Graphiker
- Preetorius, Wilhelm (1791–1863), deutscher Lederfabrikant und Abgeordneter der 2. Kammer der Landstände des Großherzogtums Hessen
- Preetz, Michael (* 1967), deutscher FußballspielerMichael Preetz (* 1967)

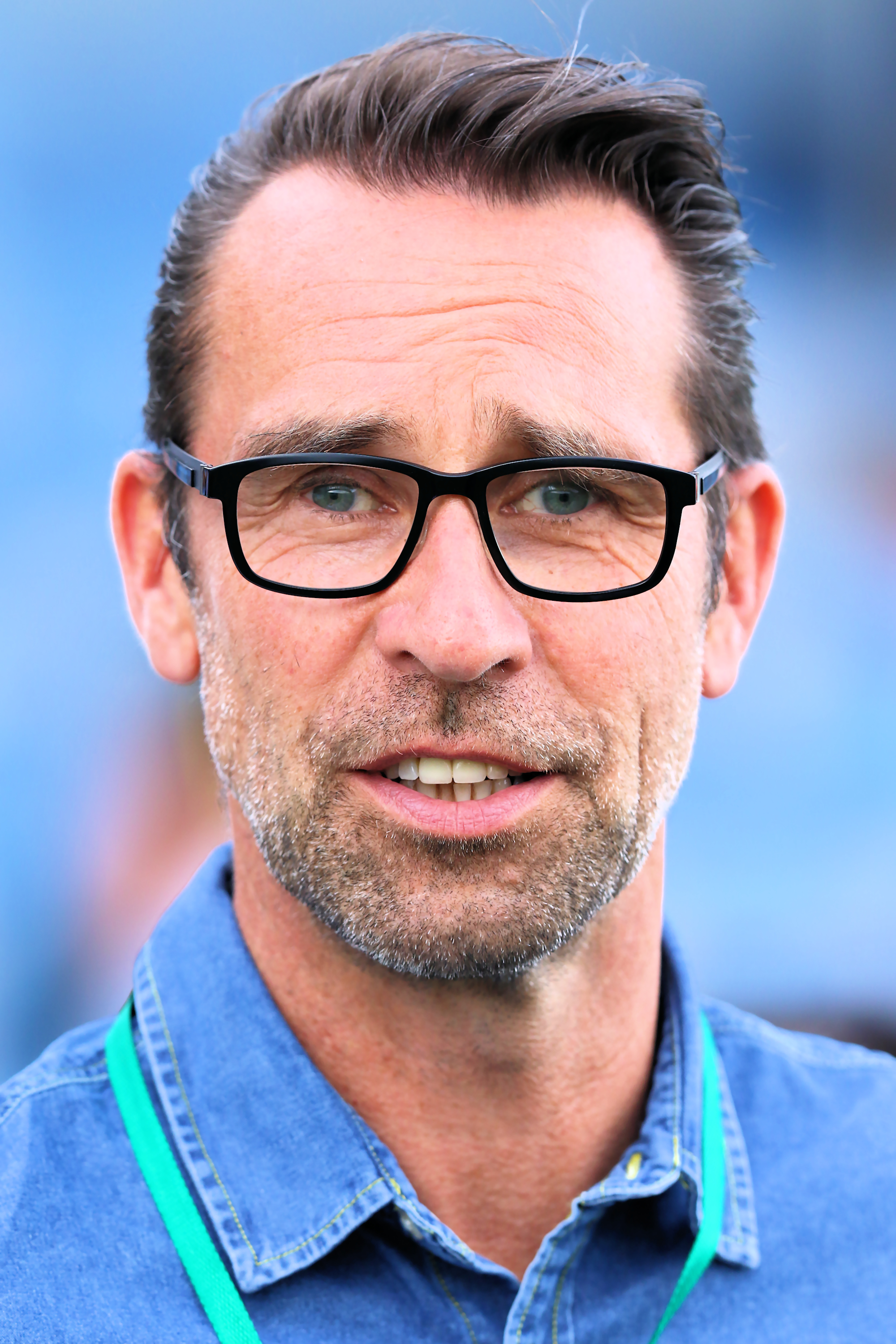
Michael Preetz (* 1967)

- Preetzen, Trinke († 1676), Opfer der Hexenverfolgung

### Preez
- Preez, Charlene Du (* 1987), südafrikanische Radrennfahrerin
- Preez, Fourie du (* 1982), südafrikanischer Rugby-Spieler
- Preez, Frik du (* 1935), südafrikanischer Rugby-Union-Spieler
- Preez, Johan Du (* 1936), simbabwischer Sprinter
- Preez, Louis Heyns Du (* 1962), südafrikanischer Herpetologe und Parasitologe
- Preez, Max du (* 1951), südafrikanischer Schriftsteller, Journalist und Dokumentarfilmer
- Preez, Mignon Du (* 1989), südafrikanische Cricketspielerin